# Nebukadnezar I.
Nebukadnezar I.  je bil četrti kralj Druge isinske dinastije in Četrte babilonske dinastije. Po Seznamu babilonskih kraljev C je vladal 22 let od okoli 1121 do 1100 pr. n. št. Bil je najvidnejši kralj svoje dinastije. Najbolj znan je po zmagi nad Elamom in ponovni postavitvi kultnega Mardukovega kipa.

## Življenje
Nebukadnezar ni bil  sorodu s kasnejšim soimenjakom Nabû-kudurrī-uṣurjem II., bolj znanem po njegovem hebrejskem imenu Nebukadnezar. Posledično je anahrono, vendar ne neprimerno, da se to ime uporabi za nazaj za vladarja, ki se ne omenja v Svetem pismu. V kroniki, ki zajema vladanje Šamaš-šuma-ukina, je napačno identificiran kot brat Širikti-šuqamune, verjetno namesto Ninurta-kudurri-uṣurja I. Nebukadnezar je nasledil svojega očeta Ninurta-nadin-šumija, njega pa so nasledili sin Enlil-nadin-apli, brat Marduk-nadin-ahhe in nečak Marduk-šapik-zeri, edini člani družine, za katere je zanesljivo znano, da so vladali v Drugi isinski dinastiji.
Enmedurankijeva legenda ali Seme kraljevanja, je sumersko-akadska pripoved o njegovi obdaritvi s popolno modrostjo (nam-kù-zu), ki mu jo je poklonil bog Marduk, in njegovi trditvi, da pripada "starodavni liniji kraljev iz časov pred vesoljnim potopom". Nebukadnezar naj bi bil potomec En-men-dur-ane, kralja Siparja, in takole objokuje dogodke. ki so se zgodili v bližnji preteklosti:
"V tistem času, med vladanjem prejšnjega kralja, so se pogoji spremenili. Dobro je odšlo in zlo je postalo redno, Gospod je postal jezen in besen. Dal je ukaz  in bogovi dežele so jo zapustili […] njeni ljudje so bili prisiljeni zagrešiti zločin. Varuhi miru so postali besni in se povzpeli na nebeško kupolo, duh pravičnosti je stal ob strani. ... ki varuje živa bitja, ponižane ljudi, vsi so postali podobni tistim, ki nimajo boga. Zlobni demoni so napolnili deželo, namtar-demoni […] so prodrli v kultna središča. Dežela se je zmanjšala, njeno bogastvo se je spremenilo. Hudobni Elamit, ki ni cenil (zemeljskih) zakladov, je […] njegova bitka, njegov napad je bil hiter. Opustošil je bivališča, jih spremenil v razvalino, odnesel bogove, uničil svetišča."
— Seme kraljevanja, vrstice 15-24.

### Vojna z Elamom
Trajanje Nebukadnezarjeve vojne z Elamom in število kampanj, ki jih je izvedel, niso znani. Verjetno so bili dolgorajni in imeli različne strateške cilje. Po podatkih v kasnejših besedilih je njegovo invazijo na Elam onemogočila kuga, sam pa se je komaj izognil smrti in se vrnil domov. Besedilo na kudurruju, ustvarjenem med njegovo vladavino, opisuje uspešno kampanjo. V napadu ga je spremljal kasitski poglavar Itti-Marduk, ki je nasprotniku  zadal odločilni udarec. V nenadnem napadu iz Dera mu je v najbolj vročih poletnih mesecih uspelo premagati Elam v nenadnem napadu, v katerem so
"sekire [v njihovih rokah] gorele kot ogenj in cestne površine gorele kot plamen. V vodnjakih ni bilo vode, dobave vode pa niso bile mogoče. Moč močnih konj je popustila in noge tudi najmočnejših mož so oslabele."
— Shitti-Marduk kudurru, i 17–21.
Po zapisu na kudduruu je Nebukadnezar uničil elamskega kralja Hulteludiš-Inšušinaka na bregu reke Ulaja v bitki, v kateri je prah zatemnil nebo. Nebukadnezarjevega opustošenja Suse ne omenja noben sodobni niti kasnejši vir, po zapisu na nekem drugem kudorruju pa mu je v nekem drugem pohodu uspelo dobiti kipa Marduka, v napisu omenjenega kot Bel,  in boginje Il-alije (DINGIR.URU-ia). Kampanja je uničila moč Elama in imela za Babilonce podoben pomen kot obleganje  Troje za stare Grke.
Nebukadnezarjevo slavno zmago so opevali v hvalnicah in epskih pesnitvah in nanjo namigovali v Mardukovi prerokbi. Pesnitev, znana kot Nabû-kudurrī-uṣur in Marduk  ali Ep o Nabû-kudurrī-uṣurju, opisuje legendarno zgodbo o ponovni pridobitvi Mardukovega kipa. Ep je ena od dveh hvalnic, ki poveličuje Nebukadnezarjeve vojaške dosežke. Začne se z obupanim kraljem, ki objokuje Mardukovo odsotnost: 
"Prelepi Babilon gre skozi tvoje srce. Obrni svoj obraz proti [svojemu templju] Esagili, ki ga ljubiš!"
Mardukova himna slavi zmago nad Elamiti in jo pripisuje Nebukadnezarju in ne Asurbanipalu, kateremu jo pripisuje slogovno podobna himna.

### Drugi konflikti
Sinhronistična zgodovina opisuje njegovo zavezništvo z asirskim kraljem Aššur-rēša-išijem I., in nato izida dveh pohodov proti obmejnima trdnjavama Zanki in Idi, ki ju je izvedel v nasprotju s tem zavezništvom.  Prvega je prekinil prihod glavnine Aššur-rēša-išijeve vojske, zaradi česar je Nabû-kudurrī-uṣur (Nebukadnezar) zažgal svoje oblegovalne stroje in pobegnil. Drugemu napadu je sledila bitka, v kateri so Asirci očitno zmagali, "pobili njegove čete in odpeljali […] iz njegovega tabora". Poročilo govori celo o ujetju babilonskega feldmaršala Karaštuja.
Na Šittti-Mardukovem kudurruju se Nebukadnezar kljub temu omenja kot osvajalec amoritskih dežel (KUR.MAR.TU.KI), plenilec Kasitov, čeprav je bil kasitski poglavar njegov zaveznik, in vojskovodja, ki je z orožjem potolkel mogočne Lulube.

### Notranje zadeve
Njegove gradbene dejavnosti so omenjene v napisih v Adadovem templju Ekituš-hegal-tila v Babilonu, na opekah iz Enlilovega templja v Nipurju in v zapisih  poznejšega kralja Simbar-Šipaka, da je zgradil Enlilov prestol za Ekur-igigal v Nipurju. Poznobabilonski seznami inventarja navajajo njegove darove zlatih posod Uru in Nabonidu. Okoli leta 555 do 539 pr. n. št. se je posvetoval o postavitvi stele za svečenico (ēntu).
Najstarejše od treh ohranjenih ekonomskih besedil je datirano v osmo leto njegovega vladanja. Besedilo skupaj s tremi kudurruji in kamnito spominsko ploščo spada med edine ohranjene sodobne komercialne ali upravne zapise. Dve besedili sta povezani z elamsko kampanjo, eden od kudurrujev pa priča o podelitvi zemljišča nišakku iz Nipurja, nekemu Nudku-ibniju. Nebukadnezarjevo ime je zapisano na štirih lorestanskih bronastih bodalih, na dveh pa molitev bogu Marduku. Nebukadnezar je morda Nab-kudurrī-uṣur, omenjen v Kroniki tržnih cen iz devetega leta njegovega vladanja, vendar je njen kontekst izgubljen.

### Književnost
Uruški seznam modrecev in učenjakov omenja modreca (ummânu) Šaggil-kīnam-ubbiba,  ki je služil pod Nebukadnezarjem in njegovim naslednikom Adad-apla-iddinom in bil avtor babilonske teodiceje. Domnevno iz tega obdobja izvira več besedil, napisanih v sumerskem in akadskem jeziku.
Lambert je domneval, da je med Nebukadnezarjevim vladanjem Marduk postal poglavar babilonskega panteona in s tega mesta izrinil Enlila. V tem obdobju je bil morda napisan babilonski mit o ustvarjenju svete Enuma Eliš, čeprav nekaj zgodovinarjev trdi, da je bil napisan verjetno med vladanjem starejše Kasitske dinastije.
Besedilo, ki opisuje kemični postopek za izdelavo imitacij dragih kamnov, vsebuje kolofon, iz katerega je razvidno, da je kopija starejšega babilonskega izvirnika iz njegove knjižnice.